# Terengösek
Terengösek (kasachisch Тереңөзек; russisch Теренозек Terenosek) ist ein Ort im Gebiet Qysylorda in Kasachstan.

## Geografie
Terengösek befindet sich im Südwesten Kasachstans im Gebiet Qysylorda. Der Ort liegt gut 45 Kilometer nordwestlich von Qysylorda am rechten Ufer des Syrdarja. Die Umgebung von Terengösek ist stark von landwirtschaftlichen Anbauflächen geprägt, die durch zahlreiche Kanäle mit Wasser aus dem Syrdarja versorgt werden. Die weite Umgebung ist durch eine Wüstenlandschaft geprägt.

## Bevölkerung
Bei der Volkszählung 1999 wurde für Terengösek eine Einwohnerzahl von 9.408 Menschen angegeben. Bei der Volkszählung im Jahr 2009 hatte der Ort 9.132 Einwohner. Bei der letzten Volkszählung 2021 lebten 11.437 Menschen in Terengösek. Die Fortschreibung der Bevölkerungszahl ergab zum 1. Januar 2025 eine Einwohnerzahl von 11.794.
| Einwohnerentwicklung               | Einwohnerentwicklung | Einwohnerentwicklung | Einwohnerentwicklung | Einwohnerentwicklung | Einwohnerentwicklung | Einwohnerentwicklung | Einwohnerentwicklung |
| 1939                               | 1959                 | 1970                 | 1979                 | 1989                 | 1999                 | 2009                 | 2021                 |
| ---------------------------------- | -------------------- | -------------------- | -------------------- | -------------------- | -------------------- | -------------------- | -------------------- |
| 4.879                              | 4.739                | 6.245                | 9.811                | 9.069                | 9.408                | 9.132                | 11.437               |
| Anmerkung: Volkszählungsergebnisse |                      |                      |                      |                      |                      |                      |                      |

## Wirtschaft und Verkehr
Südwestlich des Ortes verläuft die Schnellstraße M32, die in nördlicher Richtung weiter nach Aqtöbe und Oral zur russischen Grenze führt und weiter in Richtung Süden über Qysylorda nach Türkistan und Schymkent verläuft. Die Straße ist zugleich die E38 im Europastraßen-Netzwerk. Der Bahnhof von Terengösek liegt an der Trans-Aral-Eisenbahn.

## Söhne und Töchter des Ortes
- Sinesch Abischewa (1947–2021), Metallurgin und Hochschullehrerin